# Specijalna bolnica za plućne bolesti Zagreb
Specijalna bolnica za plućne bolesti Zagreb, specijalna bolnica u Zagrebu, Rockefellerova 3, specijalizirana za liječenje plućnih bolesti.
Nalazi se u Rockefellerovoj 3. Pokraj Specijalne bolnice su Škola narodnog zdravlja "Andrija Štampar", Klinika za infektivne bolesti dr Fran Mihaljević, Hrvatski zavod za javno zdravstvo i Farmaceutski botanički vrt Fran Kušan.

## Povijest
Izgrađena je doprinosom građana radi liječenja tuberkuloze. Otvorena je 1933. godine. Višegodišnji ravnatelj bio je dr Vladimir Čepulić, koji je osnovao Srednju medicinsku školu u Mlinarskoj ulici. Do izbijanja drugoga svjetskog rata bila je središtem za liječenje tuberkuloznog meningitisa za Hrvatsku. Poslije Drugoga svjetskog rata djelovala je u okviru Zavoda za tuberkulozu i plućne bolesti, zajedno s Bolnicom za djecu Srebrnjak i Preventivom za plućne bolesti u Medulićevoj ulici. 1960-ih osnovana je Klinika Jordanovac (KBC Zagreb), uz znatan broj liječnika iz ove Bolnice. Zavod je ukinut 1994. godine i registrirane su tri novonastale ustanove. Ovoj Bolnici dodijeljen je naziv Specijalna bolnica za kronične bolesti sve do 2002. godine. Broj postelja smanjen je u tom vremenu sa 186 na 100 oduzimanjem zgrade u Mirogojskoj 11 u kojoj su liječeni tuberkulozni bolesnici. Liječenje tuberkuloze i ostalih nespecifičnih bolesti prsnog koša u programu je rada ove bolnice, a posljednjih dvadesetak godina težište se stavlja na liječenje i rehabilitaciju bolesnika oboljelih od kronične opstruktivne plućne bolesti (KOPB) čiji udio u osnovnom uzroku smrti na svijetu raste, i po SZO očekuje se da će doći na treće mjesto. U svezi s time Bolnica skrbi za sva stanja dišne nedovoljnosti - poremećaja izmjene plinova, kao i poremećaje disanja u spavanju. Iznjedrila je Doktrinu dugotrajnog liječenja kisikom temeljem koje je HZZO uvrstio koncentrator kisika u popis ortopedskih pomagala.

## Osnovni podatci
Osnivač je Grad Zagreb. Obavlja zdravstvenu djelatnost sukladno Zakonu o zdravstvenoj zaštiti i to bolničko liječenje iz djelatnosti pulmologije, kardiologije i opće interne medicine, specijalističko-konzilijarnu zdravstvenu zaštitu s dijagnostikom i medicinskom rehabilitacijom  iz djelatnosti pulmologije, kardiologije, interne medicine i radiologije, dijagnosticiranje i liječenje u dnevnoj bolnici iz djelatnosti pulmologije, kardiologije i opće interne medicine, opskrba lijekovima i medicinskim proizvodima samo za potrebe Specijalne bolnice za plućne bolesti te znanstveno-istraživačka djelatnost koja se odnosi na područje medicinske djelatnosti.

## Vanjske poveznice
- Službene stranice
- Statut
- PLIVA Kronična opstrukcijska bolest pluća